# Rick Woolstenhulme
Rick Robert Woolstenhulme est né le 20 septembre 1979 à Gilbert (Arizona). Il est actuellement le batteur du groupe américain Lifehouse. Mais il a joué, auparavant avec de nombreux artistes, tels que Shawn Colvin, Lee Nash, Rocco Deluca, Dave Matthews et Palo Alto. Il a également participé aux tournées de Pearl Jam en 2001, Matchbox 20 en 2002, The Rolling Stones en 2003, entre autres. Rick trouve ses influences musicales dans les morceaux des Beatles, de Led Zeppelin, The Police, Elton John, Elvis Costello et bien d’autres. 
Rick est diplômé de la Los Angeles Music Academy.